# ناصر بن سعود بن فرحان آل سعود
الأمير ناصر بن سعود بن فرحان آل سعود ولد في الرياض عام 1270هـ /1852م وكان من المؤسسين للدولة السعودية الثانية، ورحل مع أسرة ال سعود إلى الكويت ثم شارك في استرداد الرياض مع الملك عبدالعزيز، وكان ثالث شخص يدخل قصر المصمك. لقبه الملك عبد العزيز بالعم لكبر سنه، وقد حمل البشارة إلى الإمام عبد الرحمن والشيخ مبارك الصباح بدخول الملك عبد العزيز الرياض. وشارك في الحروب مع الملك عبد العزيز، وكان فارسا وهو أكبر رجال ال سعود في تأسيس الدولة السعودية الثالثة.

## اسمه ونشاته
ناصر بن سعود بن إبراهيم بن عبد الله بن فرحان بن سعود بن محمد بن مقرن بن مرخان بن إبراهيم بن موسى بن ربيعة المريدي
ولد بالرياض سنة 1270هـ /1852م وهو أكبر سنا من الملك عبد العزيز حيث يلقبه ب/العم/ كان ضمن أسرة آل سعود الذين انتقلوا مع الامام عبدالرحمن بن فيصل من الرياض عام 1308هـ /1890م شارك مع الملك عبد العزيز منذ خروجه من الكويت إلى الرياض لاستردادها عام 1319هـ / 1901 و 1902م هو وابنه سعود بن ناصر
وقد اختاره الملك عبد العزيز ضمن الطليعة الذين قادهم الملك عبد العزيز للتسلل ليلا إلى بيت عجلان عامل ابن رشيد، أوكل اليه الملك عبد العزيز بعض المهام أولها إرساله إلى الكويت بالبشرى لوالده الإمام عبد الرحمن والشيخ مبارك حاكم الكويت يبشرهم بنجاحه في دخول الرياض
شارك ناصر بن سعود في تأسيس الدولة السعودية الثالثة مع الملك عبد العزيز بن عبد الرحمن وقد كان ضمن الرجال الذين رافقوا الملك عبد العزيز لاسترداد الرياض عام 1319هـ / 1901 و 1902م كان وابنه سعود ضمن الستة الذين تسللو للمصمك مع الملك عبد العزيز وقد كان الملك يحترمه ويجلسه في المجلس الكبير عن يمينه ويستشيره في أمور كثيرة تخص الدولة وقد كان يلقبه بـ (يا عم) حيث انه كان أكبر سنا منه وأكبر الرجال المشاركين في تأسيس الدولة السعودية وقد أدرك من قبل الحرب الأهلية التي حدثت بين أعمامه عبد الله وسعود ابني فيصل، وكان أبنه (سعود بن ناصر) اصغر الرجال المشاركين في الحرب، وكان (محمد بن ناصر) في العمر 11 سنة
حارب مع والده. وقد أوكل له الملك عدة سفرات مهمة كانت أولها عقب استرداده للرياض، حيث بعثه لوالده وللشيخ مبارك حاكم الكويت وقتها. كان أحد مموّلي حملة الملك عبد العزيز بالخيل والسلاح وتجهيز الفرسان امثال ابناؤه سعود ومحمد

## اخوانه
- سعد بن سعود
- تركي بن سعود

## زوجاته
- الأميرة طرفة بنت فيصل بن تركي آل سعود
- الأميرة موضي بنت عبد الله بن تركي آل سعود
- الأميرة سارة بنت عبيد بن مرعيد السبيعي
- الأميرة هيلة الفهيد

## أبناءه
- الأمير سعود بن ناصر آل سعود
- الأمير محمد بن ناصر آل سعود
- الأمير عبد الله بن ناصر آل سعود
- الأمير عبد الرحمن بن ناصر آل سعود. (متوفي؛ وصلي عليه عقب صلاة العصر 17 صفر 1443 هـ الموافق 24 سبتمبر 2021، وذلك بجامع الإمام تركي بن عبد الله.[4] له من الأبناء الأمير فيصل بن عبد الرحمن بن ناصر، ناصر بن عبد الرحمن بن ناصر، تركي بن عبد الرحمن بن ناصر

## بناته
- الأميره موضي بنت ناصر ال سعود
- الأميرة منيرة بنت ناصر آل سعود
- الأميرة نورة بنت ناصر آل سعود
- الأميرة لطيفة بنت ناصر آل سعود
- الأميرة سارة بنت ناصر آل سعود
- الأميرة حصة بنت ناصر آل سعود